# Анфилатов, Ксенофонт Алексеевич
Ксенофо́нт Алексе́евич Анфила́тов (26 января [6 февраля] 1761, Слободской уезд, Казанская губерния — 19 апреля [1 мая] 1820, Архангельск) — российский купец, основатель первого в России общественного банка, организатор первой российской торговой экспедиции в Северо-Американские Соединённые Штаты.

## Биография

### Происхождение и начало купеческой деятельности
Ксенофонт (согласно метрики — Селефонт) Алексеевич Анфилатов — выходец из семьи государственных крестьян, лично свободного сословия крестьянства. Родился 26 января (6 февраля) 1761 года в деревне Вагинской Шестаковского тяглового стана Слободского уезда Вятской провинции Казанской губернии. В том же году его дед Иван Анфилатов с сыновьями Алексеем и Лукой подали прошение о записи их в цеховые города Слободского.
В 1769 году умерла Маланья Яковлевна, мать Ксенофонта Алексеевича, и в 1771 году Алексей Иванович, его отец, женился вторично — на Феодосии Степановне Белослудцевой, дочери слободского старожила. После истечения в 1773 году срока записи Анфилатовых в «цеховые» братья Алексей и Лука решили не возвращаться в крестьянское состояние и подали прошение о записи их в купечество навечно, о чём в документах Слободского городового магистрата записано: «оные записались по уволнителному прежнего их бытию от старосты с мирскими людми писму и по учиненному в сем магистрате определению июня 5 дня 1773 года».
В 1777 году Алексея Ивановича избрали в соляные ратманы города Слободского, вследствие чего он не мог отлучаться из города, и в январе 1778 года Ксенофонту под поручительство его дяди, Луки Ивановича, был выдан паспорт «В Российские малороссийские и сибирские города для купечества». Вероятно, тогда состоялась его первая самостоятельная торговая поездка, в которой он должен был подменить в купеческих делах отца. Ведомость Слободского магистрата за 1782 год в числе «вшедших из разного состояния людей в купечество» включает Алексея Анфилатова с сыном Ксенофонтом, объявивших капитал в 700 рублей, и Луку Анфилатова с сыном Алексеем (также объявивших капитал в 700 рублей). Во второй половине 1780-х годов А. И. Анфилатов отошёл от дел, и семейное дело возглавил его брат Лука Иванович. Алексей Иванович вернулся в родную деревню и стал инициатором постройки каменной Благовещенской церкви в селе Шестаково (вместо деревянной, прихожанином которой являлся). 10 (21) сентября 1791 года он скончался и был погребён в ограде построенной им церкви.
После издания в 1785 году Екатериной II «Грамоты на права и выгоды городам Российской империи», регламентирующей правовой статус «городских обывателей», Анфилатовы, начиная с 1787 года, объявляли капитал по первой гильдии (купцы которой могли вести заграничную торговлю, владеть морскими судами, и имели право свободного передвижения по стране — «паспортную льготу»). Основной их торговый оборот складывался из закупки в Слободском и других местах Вятского наместничества зерна, муки, круп, льна и льняного семени, рогож, пеньки, смолы, с перепродажей товара в архангельском порту. В 1787 году они, вместе с родственником супруги Луки Ивановича (женатого на дочери слободского купца Платунова), создали торговую фирму «Илья Платунов, Лука и Ксенофонт Анфилатовы», просуществовавшую до 1790 года, когда компаньоны расстались «по общему дружескому согласию». Обороты фирмы достигали 130 тысяч рублей, а имена её членов появились в числе купцов, имевших в Архангельске заграничный торг.

### Первостатейный купец
В 1790 году Ксенофонт Анфилатов купил за 3400 рублей первое морское судно — бригантину «английскую о двух мачтах, грузу понести могущую 70 местов», названную им «Доброе товарищество». С покупкой судна он получил возможность вести торговлю с европейскими государствами, для чего заключил договор «с бременским корабельщиком Арендом Поташевым» об отправке на судне товара «в Амстердам или в какой другой порт или гавань, но туда, куда самим господином хозяином или корреспондентами его приказание будет». Как самостоятельно осуществляющий зарубежную торговлю, в 1791 году К. А. Анфилатов был зачислен в разряд «именитых граждан», что давало право на телесную неприкосновенность, возможность владеть загородными дворами и садами, заводить фабрики, заводы, морские и речные суда, а также ездить в карете, запряжённой «парою и четвёрнёю».
С 1791 года Анфилатовы ведут торговлю совместно с вятскими купцами Николаем и Василием Леонтьевичами Калиниными. После кончины в 1797 году Луки Ивановича руководство семейным делом перешло к Ксенофонту Алексеевичу, а в делах начал принимать участие его старший сын Ираклий. К. А. Анфилатов продолжал вести торговлю в архангельском порту, отправлял товары в Лондон, Амстердам, Гамбург. Обороты его торговли достигли в 1801 году более 250 тысяч рублей, в 1802 — почти 400 тысяч рублей. Объявляемый им капитал постоянно рос: в 1800 году он составил 16200 рублей, в 1812 — 50 тысяч рублей. Размах дел потребовал завести собственную контору в Архангельске, которая «ни в чём не уступала иностранным». После введения Манифестом 1807 года звания первостатейного купца, оно было дано и К. А. Анфилатову.
В 1802 году Ксенофонт Анфилатов совместно с вологодскими купцами Николаем и Степаном Митрополовыми получает разрешение Александра I на учреждение в Лондоне «российской купеческой конторы на всех правах и преимуществах, каковыми пользуются англичане в России». В рескрипте императора от 25 марта (6 апреля) 1802 года на имя министра хлеба и земель Н. П. Румянцева (также возглавлявшего Департамент водяных коммуникаций Российской империи) говорилось: «…я готов им доставлять все зависящие от правительства пособия и покровительство».
В 1803 году К. А. Анфилатов выступил соучредителем «Беломорской компании» с конторой в Санкт-Петербурге, для ведения китобойного и рыболовного промыслов. Компания осуществляла деятельность в 1804—1813 годах, и была в числе первых с акционерной формой капитала (согласно исследованию Л. Е. Шепелева, до 1807 года в России действовало только пять акционерных компаний).

### Американские торговые экспедиции
В начале XIX века суда с товарами К. А. Анфилатова ходили в Англию, Голландию, Бремен и Гамбург. При этом в условиях общеевропейских наполеоновских войн и меняющихся коалиций сторон, в них участвующих, ориентированный на европейские рынки российский внешнеторговый оборот падал: с почти 128 миллионов рублей в 1801—1805 годах до 75 миллионов в 1806—1808 годах.

Желая выйти на новые рынки, в декабре 1805 года К. А. Анфилатов обратился с письмом к Н. П. Румянцеву, в котором предложил организовать торговлю через Атлантический океан. Он писал:
Поощряем будучи неусыпным вашего сиятельства о распространении Российской внешней торговли и кораблеплавания попечением, построил я в Архангельске собственно мне принадлежащих пять кораблей, которые ныне продолжают плавание только в европейские порты. Моё желание стремиться начать торговлю непосредственно в Северо-Американские области и доставить туда наши продукты и товары, а напротив того приводить оттоле наличные произведения на собственных Российских кораблях, куда и намерен отправить от Санкт-Петербургского и Архангельского портов из оных три корабля. Но как первый опыт сопряжён со многими излишними расходами, сверх того статься может по новости, что наши товары там, а тамошние здесь продать по необходимости должно будет в убыток, в вознаграждение чего, осмеливаюсь ваше сиятельство покорнейше просить исходатайствовать у его императорского величества высокомонаршую милость, какую высочайшей воле даровать будет благоугодно.
Несмотря на отсутствие российско-американских дипломатических отношений, ещё в 1804 году президентом Томасом Джефферсоном было направлено личное письмо императору Александру I, в котором он благодарил «за дружеское заступничество в целях освобождения американского фрегата, потерпевшего крушение у берегов Триполи» и захваченного берберийскими корсарами, а далее обращался: «Великий и добрый друг… Ваш флаг встретит в наших гаванях гостеприимство, свободу, покровительство, и Ваши подданные будут пользоваться всеми привилегиями наиболее благоприятной нации».
29 декабря 1805 (10 января 1806 года) последовал адресованный H. П. Румянцеву указ Александра I, освобождавший от пошлин корабли Анфилатова, отправляемые с товарами в североамериканское государство:
Примечая с особым удовольствием, что слободской купец Ксенофонт Анфилатов первый предпринял отправить на своих кораблях российские товары в порты Американских Соединенных Штатов, я поручаю объявить ему моё благоволение и принять меры, чтобы первые три корабля, в России построенные и ему, Анфилатову, принадлежащие и отправленные с российскими товарами в Соединенные Штаты, отпущены были без взимания тарифных пошлин, и равным образом, пошлин с привозимых на тех кораблях товаров не брать.
Кроме освобождения от уплаты пошлин, Анфилатов получил на организацию торговой экспедиции из государственной казны ссуду в размере 200 тысяч рублей «без всякого залога и поручительства».
Первые корабли в Северную Америку были отправлены в навигацию 1806 года: «Иоганнес Баптист» — из Архангельска в Нью-Йорк, «Эрц-Энгель Михаель» — из Санкт-Петербурга в Бостон. За погрузкой «разного российского товара» на первый корабль наблюдал сын, Ираклий Ксенофонтович, на второй — сам Ксенофонт Алексеевич. Риск оказался оправданным: 8 (20) октября 1807 года «Иоганнес Баптист» с грузом кофе, риса, красного дерева на сумму 480,5 тысячи рублей вернулся в Кронштадт.
Затруднения возникли с возвращением корабля «Эрц-Энгель Михаель»: оказалось, что среди прочего товара на него было погружено 3600 бутылок запрещённого к ввозу рома, и К. А. Анфилатову пришлось писать Н. П. Румянцеву прошение о том, что поскольку «Сие без сомнения тамошними корреспондентами учинено по неведению запрещения на привоз в Россию оных товаров… в вину не поставить и у Всемилостивейшего Государя… исходатайствовать Высокомонаршее благоволение из уважения к первому опыту отправления оттуда сюда прямо товаров за российский щет означенные ликеры по прибытии корабля повелеть пропустить». Затем «Эрц-Энгель Михаель» при возвращении неоднократно садился на мель, на судне обнаружились повреждения (устранялись в Копенгагене), из-за чего часть груза была оставлена в шведском порту, и в итоге судно только в ноябре 1807 года прибыло в Ревель. За оставшимся товаром в Швецию Анфилатов направил другой свой корабль — «Граф Карл Ливен», но в 1808 году началась русско-шведская война, и судно было задержано вплоть до снятия эмбарго в начале 1809 года.
В ходе экспедиции из Америки были доставлены сахарный песок, кофе, какао, шоколад, мускатный орех, гвоздичная головка, перец, сандал, ром, краска и другие товары. Россия открыла для себя перспективного экономического партнёра, а прибыль Ксенофонта Алексеевича от экспедиции, по подсчётам, составила 1 миллион 148 тысяч 913 рублей.
В 1809 году Анфилатов отправил в Америку третий корабль — «Ксенофонт», который из экспедиции не вернулся и судьба его осталась неизвестна.

### Основание общественного банка
Понимая, что нехватка доступного кредита сдерживает развитие торговли и промышленности, К. А. Анфилатов, посредством ставшего канцлером Российской империи Н. П. Румянцева, с 1808 года начинает ходатайствовать об учреждении в городе Слободском общественного банка. «Для меня яко гражданина тамошняго, — писал он, — весьма бы утешительно видеть было первоначальныя пользы от оного заведения в сем самом городе». Анфилатов подробно обосновал своё ходатайство:
Желал я, Милостивейший Государь, соделаться полезным ещё обществу таким делом, которое для распространения в России торговли, а с нею вместе и промышленности в разных мастерствах и ремеслах, предполагало в себе доставление способов к денежным пособиям: купечеству малокапитальному в их торговых оборотах, а мещанству и ремесленникам на подкрепление их к умножению и усовершенствованию ремесел и рукоделий… во всех прочих городах, кроме столиц, нет никаких особенных средств к денежным пособиям за проценты, которые были бы умеренны… И сие то самое зло… служит к угнетению торговли и к недостатку изящности в мастерствах и рукоделиях, которыми соотечественники наши занимаются… Способ отвратить зло сие… завесть во внутренних городах, по примеру многих иностранных, общественные городовые банки, на первый случай из капиталов от добровольных складок…
29 октября (10 ноября) 1809 Александр I издал указ Сенату, утвердив разработанный Анфилатовым «Устав для учреждаемого Вятской губернии в городе Слободском Общественного городового Банка», вошедший в Полное собрание законов Российской империи и ставший модельным для всех учреждённых впоследствии общественных банков.
Слободской банк стал первым в России городским общественным банком. Он был открыт 31 декабря 1810 (12 января 1811 год), после торжественной литургии и прочтения «Высочайшего указа Правительствующему Сенату». На учреждение банка Анфилатов пожертвовал 25 тысяч рублей, ещё 3 тысячи внесли «некоторые из слободского городского общества». Устав предусматривал приём вкладов под проценты и выдачу ссуд «не только под залог недвижимого и движимого имущества, но и под учёт векселей». Процент по вкладам и ссудам равнялся шести, причём банк платил «за внесённые капиталы… пять процентов со ста в год, а шестой оставляет в свою пользу…», а с тех, кто брал заём, получал «процентов по 6 на 100 в год при самой выдаче денег». Отдельно оговаривалось, что ссуды выдавались «единственно купцам того города всех трёх гильдий, мещанам и цеховым».

Указом устанавливалось:
Наименовать Анфилатова директором сего Банка; а Банк, в честь его имени, Банком Анфилатова. Каковое название сохранить сему Банку и тогда, когда со временем поступит оный в управление Городской Думы.
 До его национализации в 1918 году Слободской Общественный банк носил имя К. А. Анфилатова.
Анфилатовский банк сыграл большую роль в развитии финансовой системы страны. По сведениям на 1911 год, в России по его образцу работало 286 общественных банков (46 — в губернских, а 240 — в уездных городах). Только в Вятской губернии они были открыты: в Вятке и Котельниче (1862 год), в Елабуге (1866), Сарапуле (1869), Яранске (1871), Нолинске (1873), Глазове (1881), Уржуме (1882), Орлове (1902), и в Малмыже (1904).

Огромное значение он имел и для развития Слободского. В декабре 1910 года на торжественном заседании Слободской городской Думы в честь столетнего юбилея банка городской голова И. И. Рыбаков сказал:
На протяжении целого столетия общественный банк работал на пользу развития торговли и промышленности в нашем городе… Я не буду утруждать Вашего внимания и лишь кратко сообщу, что деятельность и польза общественного банка выражается не только в доставлении доступного кредита, но вместе с тем значительная часть прибылей банка поступает на просветительные и общеполезные учреждения в нашем городе. Участие банка в городских расходах ныне… составляет 20 % годового городского бюджета.
Благодаря доступному («необременительному») кредиту, в городе Слободском в середине XIX века 20 % населения были купцами и 55 % — ремесленниками. В 1856 году слободские купцы объявили капитал на общую сумму в 282600 рублей, что составило 1/5 часть от совокупности купеческих капиталов Вятской губернии.

### Последние годы
Последние годы жизни стали для Ксенофонта Алексеевича временем испытаний. Среди них было и бесследное исчезновение третьего корабля, отправленного в навигацию 1809 года в Америку, и гибель утонувшего в 1815 году старшего сына Ираклия, и банкротство акционерной Беломорской компании (ликвидированной в 1813 году с выплатой кредиторам «не более 8 копеек на рубль», и общее неблагоприятное состояние условий торговли российских купцов с европейскими странами после заключения Тильзитского мира.
В 1808 году К. А. Анфилатов был обвинён в нарушении запрета торговли английскими товарами (ложно указанных в судовой декларации судна «Фрау Марта» как имеющих «разрешённое происхождение»). Первоначально вся сумма стоимости товара была удержана в пользу казны, однако в 1812 году, разобравшись в причинах неумышленного нарушения Анфилатовым законов из-за совершённого его иностранными партнёрами «подлога корабельных документов… по прилежному разсмотрению и соображению всех означенных обстоятельств Государственный Совет в Департаменте гражданских и духовных дел…» постановил «секвестированные ныне 127 тыс. рублей банковскими билетами у купца Анфилатова немедленно ему теми же билетами возвратить и считать сие дело решённым, не допуская купца Анфилатова ехать в Голландию доказывать право своё перед чужим правительством, как то полагала нейтральная комиссия, каковое действие не сообразно б было ни с достоинством нашего Правительства, ни с достоинством Российской империи».
В июне 1812 года Архангельский городской магистрат постановил опубликовать извещение о банкротстве К. А. Анфилатова с началом описи его имущества. Позже для выяснения причин разорения из числа кредиторов был создан комитет, его многолетнее расследование (завершено в январе 1815 года) показало, что Анфилатов «потерпел убытки в торговле своей по причинам разных политических и других непредвиденных перемен и обстоятельств коммерческих», а «обмана и умысла в том не оказалось», поэтому была решено было признать его не банкротом, а «упавшим», что означало переход из купеческого сословия в мещанское.
После разорения К. А. Анфилатов жил то в Архангельске, где у его жены был наследственный дом, то в Санкт-Петербурге. Скончался и был похоронен в Архангельске в 1820 году.

## Общественная деятельность
17 (28) декабря 1789 года Ксенофонт Анфилатов был избран на трёхлетний срок бургомистром в Слободской магистрат, а в 1802 году — перевыбран на второе трёхлетие (1802—1804 годы).

## Семья
Ксенофонт Алексеевич был женат дважды. Его первая жена, Евдокия Михайловна, была дочерью канцеляриста Вятской духовной консистории М. Никонова. Она скончалась в 1793 году после одиннадцати лет брака, оставив четырёх детей: двух сыновей — Ираклия и Алексея, и двух дочерей — Марию и Анну.
В 1795 году К. А. Анфилатов женился вторично, на Анне Алексеевне, дочери крупного архангельского купца Алексея Ивановича Попова, являвшегося его деловым партнёром.

## Награды
В 1814 году за учреждение Слободского Общественного банка Ксенофонт Анфилатов был награждён медалью на голубой (андреевской) ленте.

## Память
До конца своего существования в 1918 году основанный К. А. Анфилатовым Слободской Общественный банк носил его имя. В 1863 году на средства банка был сооружён памятник на могиле К. А. Анфилатова в Архангельске. В настоящее время памятник и сама могила безнадёжно утрачены.
С 2001 года в городе Слободском проводятся Областные Анфилатовские чтения. Первые, посвящённые 240-летию со дня рождения К. А. Анфилатова, были проведены 30 января 2001 года, Вторые — 5 февраля 2003 года, Третьи — 26 апреля 2005 года, Четвёртые (к 200-летию Анфилатовского банка) — 26 января 2010 года.
В 2011 году была начата работа по созданию в Слободском музея первого общественного банка и К. А. Анфилатова.

## Комментарии
1. ↑  Деревня Вагино (Анфилатовская) в XX веке входила в состав Вагинского, затем — Сырьянского сельсовета Белохолуницкого района Кировской области; упразднена 22.10.1987 г.[4].